# Dołgusza (obwód lipiecki)
Dołgusza (ros. Долгуша) – wieś (sieło) w Rosji, w obwodzie lipieckim, w rejonie dołgorukowskim. W 2010 liczyła 261 mieszkańców.